# كاني ملا
كاني ملا هي قرية في مقاطعة بيرانشهر، إيران. عدد سكان هذه القرية هو 257 في سنة 2006.